# (2601) Bologna
(2601) Bologna es un asteroide perteneciente al cinturón de asteroides, descubierto el 8 de diciembre de 1980 por el equipo del Observatorio Astronómico de San Vittore desde el Observatorio Astronómico de San Vittore, Bolonia, Italia.

## Designación y nombre
Designado provisionalmente como 1980 XA. Fue nombrado Bologna en homenaje a Bolonia la ciudad desde donde fue descubierto.